# اسند اسپرینگز (اکلاهما)
اسند اسپرینگز(به انگلیسی: Sand Springs) شهری در ایالت اکلاهما کشور ایالات متحده آمریکا است که جمعیت آن در سرشماری سال ۲۰۱۰ میلادی، ۱۸٬۹۰۶ نفر بوده‌است.